# Xylenol

De structuur van de 1-hydroxy-2,3-dimethylbenzeen

Xylenol zijn fenolen waarbij twee waterstofatomen aan de benzeenring gesubstitueerd zijn door methylgroepen. De afleiding van de naam verwijst naar xyleen, de triviale naam voor de verschillende dimethylbenzenen. Er zijn zes isomeren van deze verbinding mogelijk:
- 1-hydroxy-2,3-dimethylbenzeen
- 1-hydroxy-2,4-dimethylbenzeen
- 1-hydroxy-2,5-dimethylbenzeen
- 1-hydroxy-2,6-dimethylbenzeen
- 1-hydroxy-3,4-dimethylbenzeen
- 1-hydroxy-3,5-dimethylbenzeen

Deze verbindingen worden ook als fenolderivaten beschreven, waarbij de eerste dan 2,3-dimethylfenol wordt genoemd. De andere stoffen worden op analoge wijze van een naam voorzien.
De eigenschappen van deze verbindingen verschillen slechts weinig van elkaar.